# Dornier V I
Die Dornier V I war ein deutsches Jagdflugzeug des Ersten Weltkrieges. Sie war Claude Dorniers erste Landflugzeugkonstruktion und entstand während seiner Tätigkeit bei Zeppelin in Friedrichshafen.

## Entwicklung

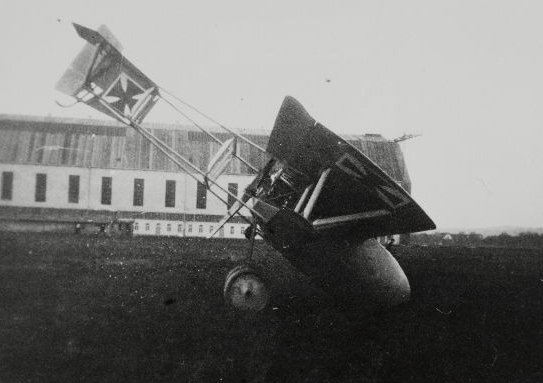
Kopfstand der V I

Um nach den erfolgreichen ersten Flügen des Flugbootes Rs II auch im Landflugzeugbau Fuß zu fassen, entwarf Claude Dornier im Sommer 1916 den Ganzmetall-Doppeldecker V I. Der Bau wurde in der Seemooser Zeppelinwerft durchgeführt und im Oktober 1916 abgeschlossen. Für die Erprobung wurde das Flugzeug am 14. Oktober zum Zeppelin-Flugfeld transportiert, wobei durch die Beseitigung von auf dem Weg befindlichen Hindernissen wie Bäumen ein Flurschaden von 174 Mark verursacht wurde. Außer einigen kurzen Sprüngen gelang es dem Werkspiloten Erich Schröter aber nicht, die V I zum Fliegen zu bringen. Er bemängelte die Steuerung und veranlasste mehrmals Änderungen der Steuerflächen. Durch das sehr weit hinten liegende Hauptfahrwerk verursachte er bei der Rollerprobung allerdings mehrere „Kopfstände“.
Noch im Oktober wurde das Flugzeug für die weiteren Versuche auf den naheliegenden Flugplatz Löwental überführt, wo nun der Erstflug stattfinden sollte. Als Schröter bei einem Rollversuch einen weiteren Kopfstand verursachte, der einen eingedrückten Bug mit mehrtägiger Reparatur zur Folge hatte, wurde er aus dem Programm entfernt. Für die Durchführung des Fluges, der für den 13. November angesetzt wurde, erklärte sich schließlich Hellmuth Hirth bereit. Zum angekündigten Ereignis erschienen zahlreiche Zuschauer, darunter auch Ferdinand von Zeppelin. Als Hirth bis zum festgesetzten Zeitpunkt um 14:00 Uhr nicht erschienen war, wurde der ebenfalls anwesende und sich auf Heimaturlaub befindliche Frontoffizier und Kommandeur der Riesenflugzeug-Abteilung 500, Freiherr Haller von Hallerstein, von Zeppelin gebeten, den Flug durchzuführen. Dieser erklärte sich nach einer kurzen Einweisung bereit. Nach dem kurz angesetzten Start stieg das Flugzeug steil bis auf etwa 50 m Höhe und ging dann in eine stete Auf-und-Ab-Wellenbewegung über, bis es schließlich mit dem Leitwerk zuerst auf dem Boden aufschlug. Haller von Hallerstein kam dabei ums Leben. Die eingesetzte Untersuchungskommission ermittelte als Absturzursache ein Übersteuern des Flugzeugs durch den Piloten. Das Programm wurde nach dem tragischen Vorfall eingestellt.

## Konstruktion
Die Dornier V I war ein aus einer mit Stoff bespannten Ganzmetallkonstruktion bestehender, zweistieliger Anderthalbdecker. Der Rumpf bestand aus der mit Aluminiumblechen verkleideten Gondel mit der Flugzeugführerkabine und dahinter angeordnetem Motor mit Druckschraube sowie einem Gitterleitwerksträger aus Stahlrohren und Leichtmetallstreben. Als Antrieb diente ein 160-PS-Motor; als Hersteller werden entweder Mercedes oder Maybach genannt. Die Bugverkleidung musste zum Auftanken abgenommen werden. Die obere Tragfläche war zweiholmig und durchgehend bei einer Tiefe von 2,20 m ausgeführt im Gegensatz zu den wesentlich kleineren und einholmigen unteren Tragflächen mit lediglich 0,56 m Tiefe. Die Verbindung wurde durch V-Streben hergestellt. Das Leitwerk bestand aus einer stoffbespannten Duraluminiumkonstruktion. Die V I besaß ein starres Hauptfahrwerk mit durchgehender Achse und V-Verstrebung; am Heck befand sich ein Schleifsporn.

## Technische Daten
| Kenngröße                       | Daten                                                                                       |
| ------------------------------- | ------------------------------------------------------------------------------------------- |
| Besatzung                       | 1                                                                                           |
| Spannweite                      | 10,55 m (oben) 9,25 m (unten)                                                               |
| Länge                           | 7,075 m                                                                                     |
| Höhe                            | 2,65 m                                                                                      |
| Flügelfläche                    | 24,6 m²                                                                                     |
| Antrieb                         | ein wassergekühlter Sechszylinder-Reihenmotor mit starrer Zweiblatt-Holzluftschraube Garuda |
| Typ                             | Mercedes D III (oder Maybach Mb III)                                                        |
| Nennleistung effektive Leistung | 160 PS (118 kW) bei 1420/min 172 PS (127 kW) am Boden                                       |
| Kraftstoffvorrat                | 70 l                                                                                        |